# Open 13 1998 - Qualificazioni singolare
Le qualificazioni del singolare  dell'Open 13 1998 sono state un torneo di tennis preliminare per accedere alla fase finale della manifestazione. I vincitori dell'ultimo turno sono entrati di diritto nel tabellone principale. In caso di ritiro di uno o più giocatori aventi diritto a questi sono subentrati i lucky loser, ossia i giocatori che hanno perso nell'ultimo turno ma che avevano una classifica più alta rispetto agli altri partecipanti che avevano comunque perso nel turno finale.
Le qualificazioni del torneo Open 13 1998 prevedevano 32 partecipanti di cui 4 sono entrati nel tabellone principale.

## Teste di serie
1. Sjeng Schalken (Qualificato)
2. Francisco Cabello (secondo turno)
3. Christophe Van Garsse (ultimo turno)
4. Oscar Burrieza-Lopez (primo turno)

1. Adrian Voinea (Qualificato)
2. Francisco Roig (ultimo turno)
3. Nicklas Kulti (ultimo turno)
4. Gérard Solvès (ultimo turno)

## Qualificati
1. Sjeng Schalken
2. Tomás Carbonell

1. Adrian Voinea
2. Arnaud Di Pasquale

## Tabellone

### Legenda
| - Q = Qualificato - WC = Wild card - LL = Lucky loser | - ALT = Alternate - SE = Special Exempt - PR = Protected Ranking | - w/o = Walkover - r = Ritirato - d = Squalificato |

### Sezione 1
|  | Primo turno     | Primo turno       | Primo turno       | Primo turno | Primo turno |  |  | Secondo turno | Secondo turno  | Secondo turno  | Secondo turno | Secondo turno |   |   | Ultimo turno | Ultimo turno   | Ultimo turno | Ultimo turno | Ultimo turno |  |
|  |                 |                   |                   |             |             |  |  |               |                |                |               |               |   |   |              |                |              |              |              |  |
|  | 1               | Sjeng Schalken    | 4                 | 6           | 6           |  |  |               |                |                |               |               |   |   |              |                |              |              |              |  |
|  |                 | Xavier Malisse    | 6                 | 4           | 3           |  |  | 1             | Sjeng Schalken | Sjeng Schalken | 7             | 6             |   |   |              |                |              |              |              |  |
|  | Stéphane Huet   | Stéphane Huet     | Stéphane Huet     | 6           | 6           |  |  |               | Stéphane Huet  | Stéphane Huet  | 6             | 4             |   |   |              |                |              |              |              |  |
|  | Márcio Carlsson | Márcio Carlsson   | Márcio Carlsson   | 1           | 2           |  |  |               |                |                |               |               |   |   | 1            | Sjeng Schalken | 4            | 7            | 6            |  |
|  | Miles Maclagan  | Miles Maclagan    | 6                 | 3           | 6           |  |  |               |                | 7              | Nicklas Kulti | 6             | 6 | 3 |              |                |              |              |              |  |
|  | Régis Lavergne  | Régis Lavergne    | 3                 | 6           | 3           |  |  |               | Miles Maclagan | Miles Maclagan | 1             | 6             |   |   |              |                |              |              |              |  |
|  | 7               | Nicklas Kulti     | Nicklas Kulti     | 7           | 6           |  |  | 7             | Nicklas Kulti  | Nicklas Kulti  | 6             | 7             |   |   |              |                |              |              |              |  |
|  |                 | Thierry Guardiola | Thierry Guardiola | 6           | 1           |  |  |               |                |                |               |               |   |   |              |                |              |              |              |  |

### Sezione 2
|  | Primo turno           | Primo turno           | Primo turno        | Primo turno | Primo turno |  |  | Secondo turno | Secondo turno     | Secondo turno     | Secondo turno | Secondo turno |   |   | Ultimo turno | Ultimo turno    | Ultimo turno | Ultimo turno | Ultimo turno |  |
|  |                       |                       |                    |             |             |  |  |               |                   |                   |               |               |   |   |              |                 |              |              |              |  |
|  | 2                     | Francisco Cabello     | Francisco Cabello  | 6           | 7           |  |  |               |                   |                   |               |               |   |   |              |                 |              |              |              |  |
|  |                       | Jan Frode Andersen    | Jan Frode Andersen | 4           | 6           |  |  | 2             | Francisco Cabello | Francisco Cabello | 6             | 6             |   |   |              |                 |              |              |              |  |
|  | Tomás Carbonell       | Tomás Carbonell       | 4                  | 6           | 6           |  |  |               | Tomás Carbonell   | Tomás Carbonell   | 7             | 7             |   |   |              |                 |              |              |              |  |
|  | Olivier Mutis         | Olivier Mutis         | 6                  | 3           | 4           |  |  |               |                   |                   |               |               |   |   |              | Tomás Carbonell | 6            | 6            | 6            |  |
|  | Julien Varlet         | Julien Varlet         | 6                  | 7           | 6           |  |  |               |                   | 8                 | Gérard Solvès | 3             | 7 | 2 |              |                 |              |              |              |  |
|  | Jean-Baptiste Perlant | Jean-Baptiste Perlant | 7                  | 6           | 4           |  |  |               | Julien Varlet     | Julien Varlet     | 2             | 1             |   |   |              |                 |              |              |              |  |
|  | 8                     | Gérard Solvès         | Gérard Solvès      | 6           | 6           |  |  | 8             | Gérard Solvès     | Gérard Solvès     | 6             | 6             |   |   |              |                 |              |              |              |  |
|  |                       | Frédéric Fontang      | Frédéric Fontang   | 1           | 4           |  |  |               |                   |                   |               |               |   |   |              |                 |              |              |              |  |

### Sezione 3
|  | Primo turno         | Primo turno           | Primo turno           | Primo turno | Primo turno |  |  | Secondo turno | Secondo turno         | Secondo turno         | Secondo turno | Secondo turno |   |   | Ultimo turno | Ultimo turno          | Ultimo turno          | Ultimo turno | Ultimo turno |  |
|  |                     |                       |                       |             |             |  |  |               |                       |                       |               |               |   |   |              |                       |                       |              |              |  |
|  | 3                   | Christophe Van Garsse | Christophe Van Garsse | 7           | 6           |  |  |               |                       |                       |               |               |   |   |              |                       |                       |              |              |  |
|  |                     | Rodolphe Cadart       | Rodolphe Cadart       | 6           | 3           |  |  | 3             | Christophe Van Garsse | Christophe Van Garsse | 6             | 6             |   |   |              |                       |                       |              |              |  |
|  | Jean-Michel Péquery | Jean-Michel Péquery   | Jean-Michel Péquery   | 7           | 7           |  |  |               | Jean-Michel Péquery   | Jean-Michel Péquery   | 2             | 2             |   |   |              |                       |                       |              |              |  |
|  | Stéphane Simian     | Stéphane Simian       | Stéphane Simian       | 6           | 5           |  |  |               |                       |                       |               |               |   |   | 3            | Christophe Van Garsse | Christophe Van Garsse | 3            | 4            |  |
|  | David Nainkin       | David Nainkin         | 5                     | 6           | 6           |  |  |               |                       | 5                     | Adrian Voinea | Adrian Voinea | 6 | 6 |              |                       |                       |              |              |  |
|  | Carsten Arriens     | Carsten Arriens       | 7                     | 4           | 2           |  |  |               | David Nainkin         | 6                     | 1             | 6             |   |   |              |                       |                       |              |              |  |
|  | 5                   | Adrian Voinea         | Adrian Voinea         | 6           | 7           |  |  | 5             | Adrian Voinea         | 2                     | 6             | 7             |   |   |              |                       |                       |              |              |  |
|  |                     | Antonio Prieto        | Antonio Prieto        | 2           | 6           |  |  |               |                       |                       |               |               |   |   |              |                       |                       |              |              |  |

### Sezione 4
|  | Primo turno        | Primo turno            | Primo turno        | Primo turno | Primo turno |  |  | Secondo turno          | Secondo turno          | Secondo turno  | Secondo turno  | Secondo turno  |   |   | Ultimo turno | Ultimo turno       | Ultimo turno       | Ultimo turno | Ultimo turno |  |
|  |                    |                        |                    |             |             |  |  |                        |                        |                |                |                |   |   |              |                    |                    |              |              |  |
|  |                    | Jean-François Bachelot | 6                  | 4           | 6           |  |  |                        |                        |                |                |                |   |   |              |                    |                    |              |              |  |
|  | 4                  | Oscar Burrieza-Lopez   | 1                  | 6           | 4           |  |  | Jean-François Bachelot | Jean-François Bachelot | 6              | 1              | 4              |   |   |              |                    |                    |              |              |  |
|  | Arnaud Di Pasquale | Arnaud Di Pasquale     | Arnaud Di Pasquale | 6           | 7           |  |  | Arnaud Di Pasquale     | Arnaud Di Pasquale     | 3              | 6              | 6              |   |   |              |                    |                    |              |              |  |
|  | Yahiya Doumbia     | Yahiya Doumbia         | Yahiya Doumbia     | 4           | 5           |  |  |                        |                        |                |                |                |   |   |              | Arnaud Di Pasquale | Arnaud Di Pasquale | 6            | 6            |  |
|  | Paul Kilderry      | Paul Kilderry          | 6                  | 6           | 6           |  |  |                        |                        | 6              | Francisco Roig | Francisco Roig | 2 | 4 |              |                    |                    |              |              |  |
|  | Răzvan Sabău       | Răzvan Sabău           | 7                  | 4           | 4           |  |  |                        | Paul Kilderry          | Paul Kilderry  | 3              | 6              |   |   |              |                    |                    |              |              |  |
|  | 6                  | Francisco Roig         | 6                  | 3           | 6           |  |  | 6                      | Francisco Roig         | Francisco Roig | 6              | 7              |   |   |              |                    |                    |              |              |  |
|  |                    | Julien Chauvin         | 3                  | 6           | 1           |  |  |                        |                        |                |                |                |   |   |              |                    |                    |              |              |  |